# Maliponia
Maliponia es un género perteneciente al dominio bacteriano de tipo Gram-negativo desprendido de la familia de las Rhodobacteraceae con una sola especie reconocida ( Maliponia aquimaris ). Maliponia aquimaris ha sido aislada del agua de mar.